# 下田智久
下田 智久（しもだ ともひさ、1944年4月8日 - 2023年12月28日）は、日本の厚生労働技官、医師。厚生労働省大臣官房技術総括審議官や、厚生労働省健康局長、日本健康・栄養食品協会理事長等を歴任した。

## 人物・経歴
熊本県生まれ。1969年熊本大学医学部卒業、厚生省入省。1975年埼玉県本庄保健所長。1977年厚生省公衆衛生局栄養課課長補佐。厚生省大臣官房総務課ライフサイエンス室長等を経て、1988年茨城県衛生部長。1990年労働省安全衛生局労働衛生課長。1992年厚生省老人保健福祉局老人保健課長。1994年厚生省保険局医療課長。1996年厚生省大臣官房厚生科学課長。1998年労働省労働基準局安全衛生部長。
2001年厚生労働省大臣官房技術総括審議官。同年厚生労働省健康局長。2002年社会福祉・医療事業団理事。2003年福祉医療機構理事。2004年予防接種リサーチセンター理事長。2005年ヒューマンサイエンス振興財団理事長。2010年日本健康・栄養食品協会理事長。日本心臓血圧研究振興会評議員、長寿科学振興財団評議員なども務めた。2014年春の叙勲で瑞宝中綬章受章。
2023年12月28日、死去した。79歳没。死没日付をもって正四位に叙された。

## 著作
- 『衛生行政大要』日本公衆衛生協会 2007年